# Franz Joseph von Plettenberg

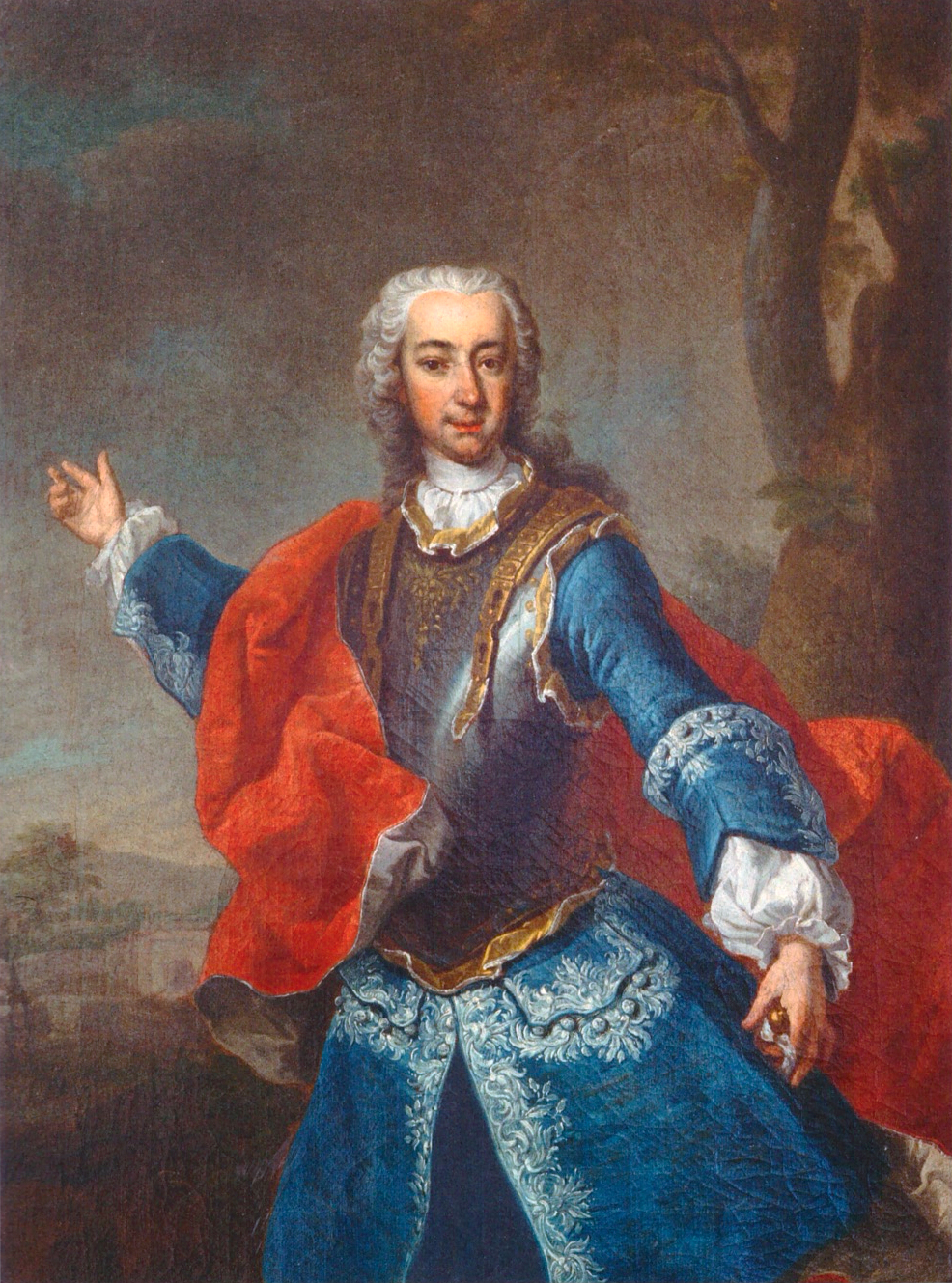
Franz Joseph von Plettenberg-Wittem (1714–1779)

Franz Joseph Maria von Plettenberg und Wittem (* 19. März 1714; † 29. April 1779 in Wien) war deutscher kaiserlicher Kämmerer, Reichsgraf sowie münsterischer Erbmarschall und Kurkölnischer Erbkämmerer.

## Leben

### Herkunft und Familie

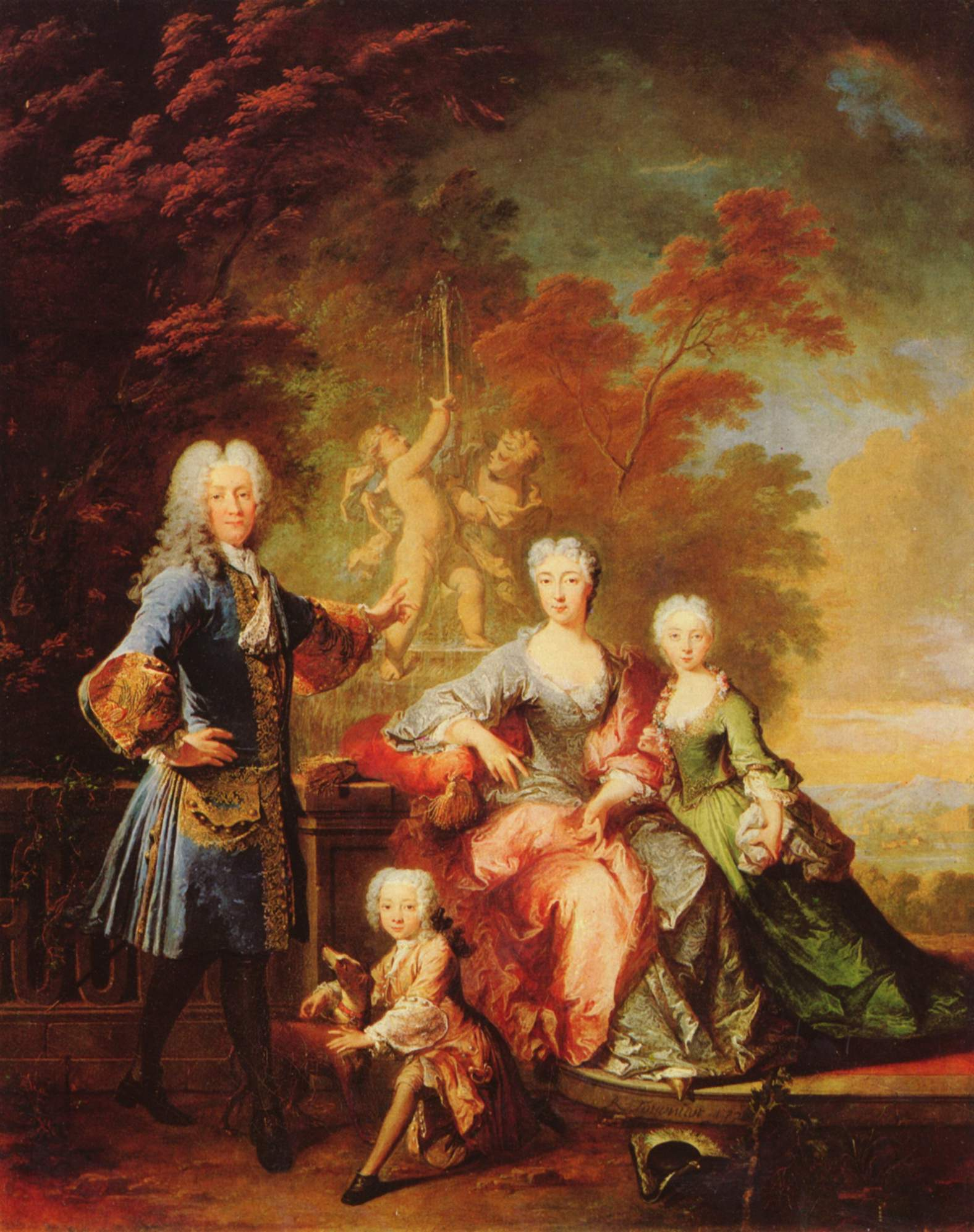
Franz Joseph von Plettenberg als Kind mit Eltern und Schwester

Franz Joseph von Plettenberg stammte aus dem westfälischen Uradelsgeschlecht Plettenberg. Er war der Sohn von Ferdinand von Plettenberg (1690–1737, kurkölnischer Premierminister) und seiner Gemahlin Bernhardine Felizitas von Westerholt-Lembeck (Tochter des Freiherrn Dietrich Conrad Adolph von Westerholt zu Lembeck). Er wuchs mit seiner Schwester Bernhardina (1719–1769, ⚭ Graf Joseph Franz Bonaventura von Schönborn-Wiesentheid) auf. Kaiser Karl VI. erhob die Familie im Jahre 1724 in den Reichsgrafenstand. Durch den Erwerb der reichsunmittelbaren Herrschaften Eys und Wittem 1722 hatte sein Vater auch die Reichsstandschaft mit Sitz und Stimme im Kollegium der westfälischen Reichsgrafen erlangt.
Am 10. November 1737 heiratete er Aloysia Steyer von Lamberg (1718–1796, Tochter des Fürsten Franz Anton von Lamberg und seiner Gemahlin Prinzessin Ludovica Friederike Ernestine von Hohenzollern-Hechingen). Ihr wurde am 3. Mai 1768 durch die Kaiserin der Sternkreuzorden verliehen. Aus der Ehe gingen sechs Kinder hervor:
- Franz Anton (1735–1766, Domherr in Hildesheim, ab 1764 Herr auf Nordkirchen),
- Aloysia (Kanonissin in Nancy),
- Friedrich Clemens August (1742–1771, Erbmarschall und Verwalter von Nordkirchen, ⚭ 1762 Maria Anna von Galen (1752–1829, Tochter des Wilhelm Ferdinand von Galen zu Assen))
  - Sohn: Maximilian Friedrich Graf von Plettenberg (1771–1813), Erbe von Schloss Nordkirchen
    - dessen Tochter und Erbin von Nordkirchen: Maria (1809–1861), ⚭ 1833 Nikolaus Franz Graf Esterházy de Galántha; ihre Kinder waren Miksa Ernö und Miklós.
- Maria (Salentinianerin in Wien),
- Bernhardine (1743–1779), ⚭ 1762 Fürst Dominik Andreas von Kaunitz-Rietberg (1739–1812) und
- Friedrich Ludwig (1745–1796, Domherr in Paderborn)
- Maria Anna (auch: Maria Theresia), Elisabethinerin in Pressburg.

### Werdegang und Wirken
Bevor Franz Joseph zum Kurkölnischen Erbkämmerer bestellt und zum Erbmarschall ernannt wurde, studierte er zunächst in Frankreich und dann an der Universität in Leiden Rechtswissenschaften.
Er wurde Mitglied des Reichshofrats und 1734 in die Niederrheinische Ritterschaft aufgenommen. Vier Jahre später übernahm er die Familiengüter. Am 1. März 1746 folgte die Aufschwörung zur Münsterschen Ritterschaft. Damit war er Mitglied des Landtags, einem Gremium, das sich aus den drei Ständen zusammensetzte. Dessen Aufgabe bestand in der Regelung des Steuerwesens und ab 1447 auch des Fehdewesens im Hochstift Münster. Franz Joseph diente auch am kaiserlichen Hof als Kämmerer.

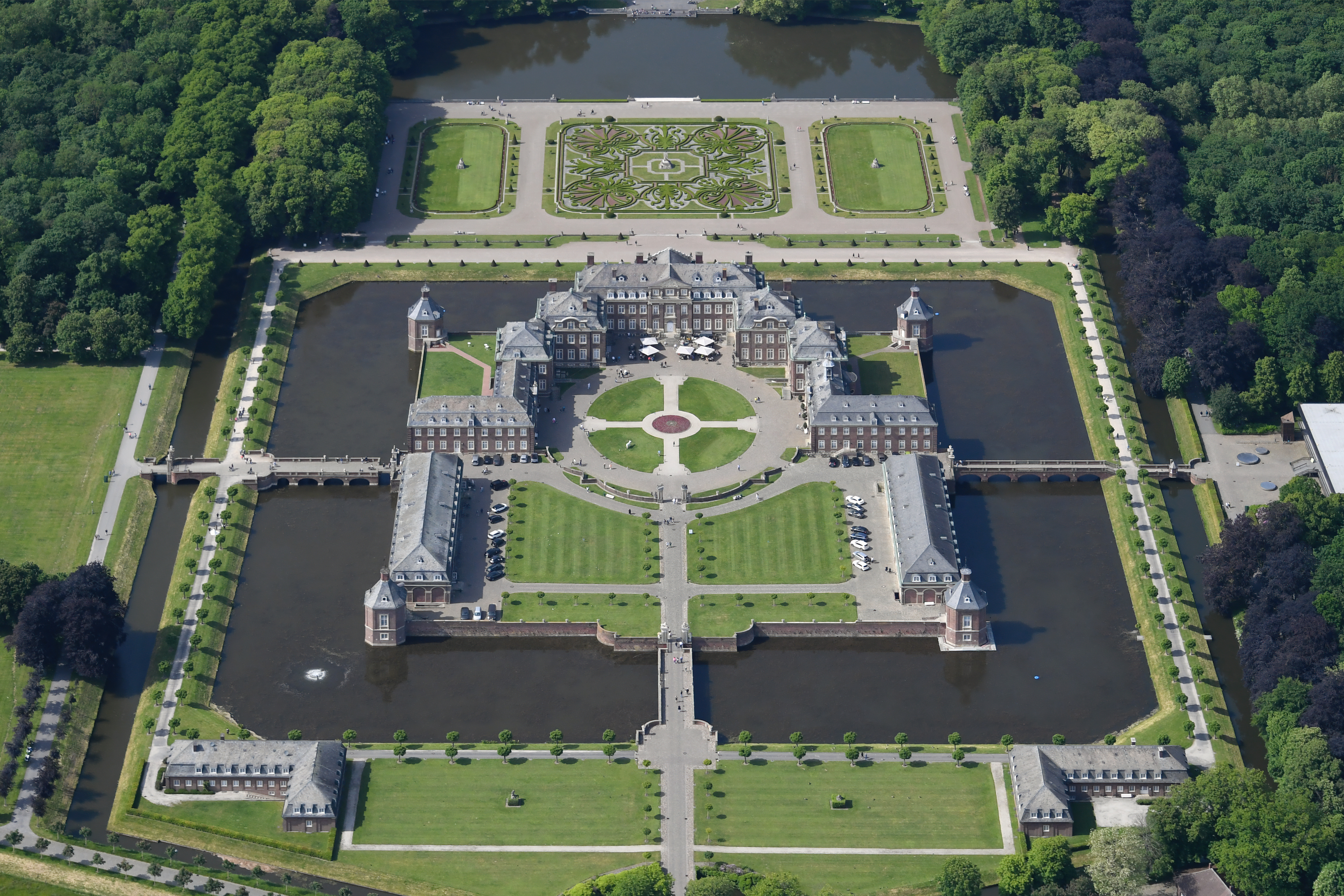
Schloss Nordkirchen

Von seinem Vater erbte Franz Joseph den schon hochverschuldeten Besitz Schloss Nordkirchen. Ursächlich für die Verschuldung war die enorme Investitionssumme, die der Neubau des Schlosses verschlang, der bereits 1695 durch den münsterschen Fürstbischof Friedrich Christian von Plettenberg begonnen worden war. Franz Joseph vergrößerte die Verschuldung durch seinen Lebensstil und seinen langjährigen Aufenthalt in Wien noch einmal beträchtlich, sodass 1764 ein Konkursverfahren gegen ihn eröffnet wurde. Er übertrug den Familienbesitz daher an seinen Sohn Franz Anton (1740–1766), der sich um eine Schuldenregulierung bemühte. Franz Joseph und seine Frau lebten daraufhin in bescheidenen Verhältnissen. Die Lage war so prekär, dass er das Familiensilber verkaufen musste, um das Überleben seiner Angehörigen zu sichern. Dennoch verblieb Schloss Nordkirchen bis 1903 im Besitz der Erben seiner Urenkelin Maria (1809–1861), verheirateten Gräfin Esterházy.

### Sonstiges
Ein Großteil des Musikalienbestandes der Westfälischen Wilhelms-Universität Münster stammt aus Wien und dürfte von Franz Joseph während seiner Wiener Jahre gesammelt und nach Schloss Nordkirchen gebracht worden sein.